# Federação Moçambicana de Ténis
Die Federação Moçambicana de Ténis (FMT, port. für: Mosambikanische Tennis-Föderation) ist der Dachverband für Tennis in Mosambik. Sie hat ihren Sitz in der Avenida Samora Machel Nummer 11, in der Hauptstadt Maputo.

## Geschichte
Die FMT gründete sich 1979, nach der Unabhängigkeit des Landes von Portugal 1975.
Nachdem die FMT zwischenzeitlich lange vom Weltverband ITF ausgeschlossen geblieben war, wurde sie 2010 wieder aufgenommen.
2014 nahm Mosambik erstmals am Davis Cup teil.

## Aktivitäten
Die FMT veranstaltet u. a. die verschiedenen nationalen Tenniswettbewerbe (Campeonatos nacionais de ténis), die als Turnier einmal im Jahr durchgeführt werden. Zu den wichtigsten weiteren Turnieren im Land gehören seit 1999 die Mozambique Open.
International betreut die FMT u. a. die Mosambikanische Davis-Cup-Mannschaft und die Mosambikanische Fed-Cup-Mannschaft, zudem die mosambikanischen Tennisspieler bei den Commonwealth Games und den Spielen der Gemeinschaft der Portugiesischsprachigen Länder (CPLP). Tennis ist jedoch nicht bei den Jogos da Lusofonia, sondern den anderen, weniger öffentlichkeitswirksamen CPLP-Spielen vertreten.

## Organisation
Die FMT gehört u. a. dem Tennis-Weltverband International Tennis Federation (ITF) und dem afrikanischen Kontinentalverband Confederation of African Tennis (CAT) an. Zudem ist sie Mitglied des Comité Olímpico Nacional de Moçambique, dem Nationalen Olympischen Komitee Mosambiks.
Präsident der FMT ist Valige Tauabo. Nach einer ersten vierjährigen Amtsperiode ab 2010 wurde er 2014 einstimmig wiedergewählt.
Die FMT unterhält fünf Regionalverbände:
- Maputo-Cidade (Maputo Stadt)
- Sofala (Provinz Sofala)
- Manica (Provinz Manica)
- Niassa (Provinz Niassa)
- Nampula (Provinz Nampula)